# Owenettidae
Owenettidae é uma família extinta de pararépteis procolophonianos. Os fósseis foram encontrados principalmente na África, Madagascar e na América do Sul. É o táxon irmão da família Procolophonidae.
A família foi construída em 1939 para o gênero tipo Owenetta. Desde então, vários outros gêneros têm sido atribuídos a Owenettidae, incluindo Barasaurus e Saurodektes. A mais antigo conhecido, Owenetta rubidgei, remonta à fase Wuchiapingiano do final do Permiano. Os outros dois, Barasaurus e Saurodektes, foram encontrados pelo Grupo de 'Beaufort, na Bacia de Karoo da África do Sul. Esses estratos são do limite entre Permiano e o Triássico, e fornecer provas para a grande mudança da fauna que ocorreram como resultado da extinção do Permiano-Triássico. Embora a maioria viveu durante o Permiano, restos de alguns táxons, como Owenetta kitchingorum (logo para ser colocado dentro de seu próprio gênero) ampliaram a distribuição temporal da família no Triássico. O mais jovem owenettideo conhecido é Candelaria barbouri da Formação Santa Maria, no Brasil. Viveu durante o estágio Ladiniano do Triássico Médio.

## Descrição
Owenettideos procolophonianos foram relativamente pequenos e possuíam cabeças grandes e corpos robustos. A família compartilha várias sinapomorfias que o separam de outros procolophonomorfos relacionados. Em relação a anatomia craniana, não há nenhum contato entre os ossos pós-orbital e parietal como resultado da ampliação dos ossos pós-frontais, o crânio é formado, em parte, supratemporal grande lateral para o osso parietal.